# UFC Fight Night: dos Anjos vs. Lee
UFC Fight Night: dos Anjos vs. Lee（ユーエフシー・ファイトナイト：ドス・アンジョス・バーサス・リー、別名UFC Fight Night 152、UFC Fight Night on ESPN+ 10）は、アメリカ合衆国の総合格闘技団体「UFC」の大会の一つ。2019年5月18日、ニューヨーク州ロチェスターのブルー・クロス・アリーナで開催された。

## 大会概要
本大会ではハファエル・ドス・アンジョスとケビン・リーによるウェルター級戦が組まれた。

## 試合結果

### プレリミナリーカード
第1試合 フェザー級 5分3R
○  フリオ・アルセ vs.  ジュリアン・エロサ ×
3R 1:49 KO（左ハイキック）
第2試合 ミドル級 5分3R
○  ザック・カミングス vs.  トレヴィン・ジャイルズ ×
3R 4:01 ギロチンチョーク
第3試合 ライトヘビー級 5分3R
○  エド・ハーマン vs.  パトリック・カミンズ ×
1R 3:39 TKO（右膝蹴り→パウンド）
第4試合 フェザー級 5分3R
○  グラント・ドーソン vs.  マイケル・トリザーノ ×
2R 2:27 リアネイキドチョーク
第5試合 ウェルター級 5分3R
○  ミシェル・ペレイラ vs.  ダニー・ロバーツ ×
1R 1:47 KO（右飛び膝蹴り→右ストレート）
第6試合 ライト級 5分3R
○  デスモンド・グリーン vs.  シャルル・ジョーデイン ×
3R終了 判定3-0（30-27、30-27、29-28）
第7試合 女子バンタム級 5分3R
○  アスペン・ラッド vs.  シジャラ・ユーバンクス ×
3R終了 判定3-0（30-26、29-27、29-28）

### メインカード
第8試合 ライト級 5分3R
○  ダヴィ・ハモス vs.  オースティン・ハバード ×
3R終了 判定3-0（30-27、30-27、30-27）
第9試合 ライト級 5分3R
○  チャールズ・オリベイラ vs.  ニック・レンツ ×
2R 2:11 TKO（右ストレート→パウンド）
第10試合 ウェルター級 5分3R
○  ビセンテ・ルケ vs.  デリック・クランツ ×
1R 3:52 TKO（左フック→パウンド）
第11試合 女子フェザー級 5分3R
○  フェリシア・スペンサー vs.  ミーガン・アンダーソン ×
1R 3:24 リアネイキドチョーク
第12試合 ミドル級 5分3R
○  イアン・ハイニッシュ vs.  アントニオ・カルロス・ジュニオール ×
3R終了 判定3-0（29-28、29-28、29-28）
第13試合 ウェルター級 5分5R
○  ハファエル・ドス・アンジョス vs.  ケビン・リー ×
4R 3:47 肩固め

### 各賞
ファイト・オブ・ザ・ナイト： アスペン・ラッド vs. シジャラ・ユーバンクス
パフォーマンス・オブ・ザ・ナイト： ミシェル・ペレイラ、グラント・ドーソン
各選手にはボーナスとして5万ドルが授与された。

### カード変更
負傷などによるカードの変更は以下の通り。